# Yuasa Takejirō

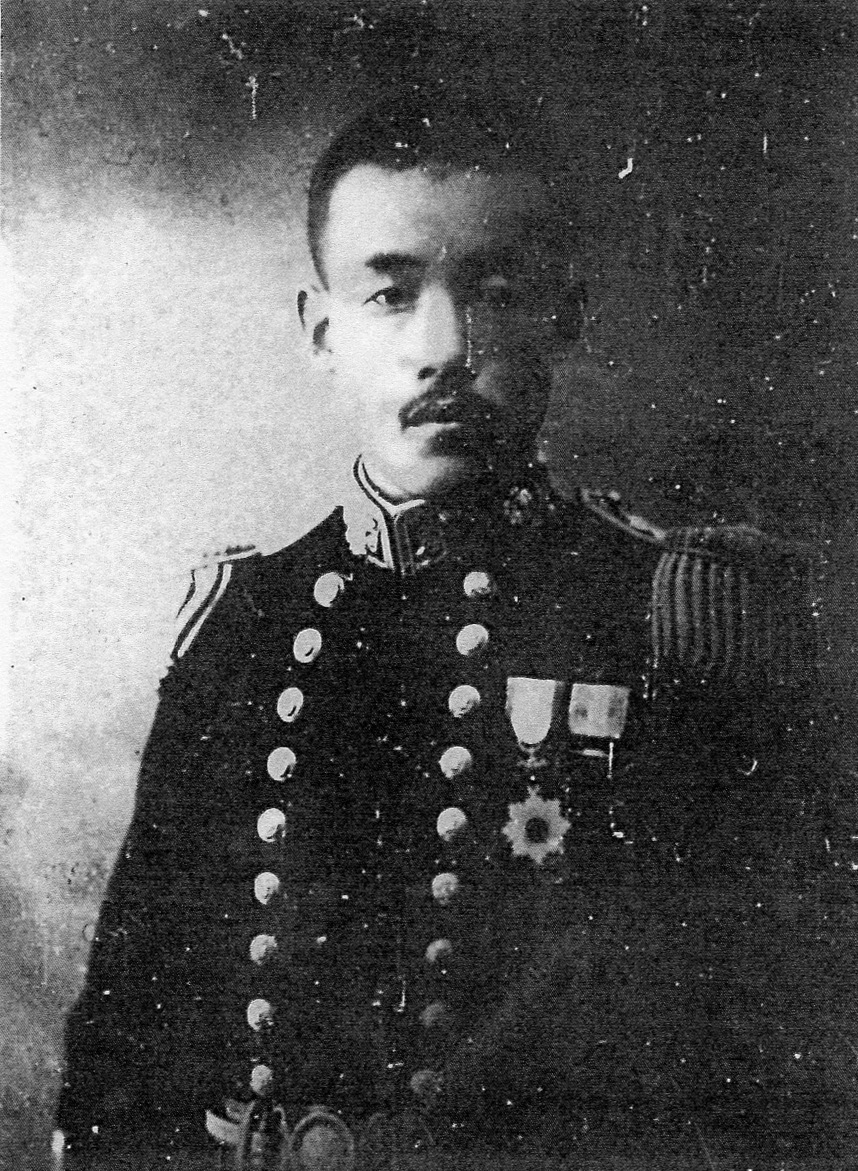
Yuasa Takejirō (ca. 1904)

Yuasa Takejirō (jap. 湯浅 竹次郎; * 9. Oktober 1871 in Ushigome, Tokio; † 3. Mai 1904 auf See vor dem Hafen von Lüshunkou/Port Arthur) war ein japanischer Marineoffizier, „vergöttlichter Kriegsheld“ und Judoka.

## Biographie

### Ausbildung
Yuasa Takejirō wurde von Kanō Jigorō, dem Begründer des Judo, und seiner Ehefrau an der Judoschule Kōdōkan aufgezogen, der er bei ihrer Gründung im September 1883 als Student der Literatur und des Judo beitrat. Im Jahre 1889 wurde er in die Marineakademie aufgenommen, die er im Juli des Jahres 1892 abschloss. Anschließend war er in der Marine tätig.

### Russisch-Japanischer Krieg
Während des Russisch-Japanischen Krieges (1904/1905) operierte die japanische Flotte an der Einfahrt des Hafens von Lüshunkou/Port Arthur, um die russische Flotte im Hafen einzukesseln. Leutnant Yuasa nahm hierbei anfangs als Feuerleitoffizier auf dem Kreuzer Itsukushima teil, dann beim dritten Angriff auf die russische Flotte als Kommandant der Sagami-maru teil, die die Hafeneinfahrt blockieren sollte. Er ersetzte hierbei den verstorbenen Korvettenkapitän (kaigun shōsa) Hirose Takeo. Seine Ansprache an seine Mannschaft kurz vor dem Einsatz ist überliefert. Am 3. Mai 1904 wurde er beim Vorstoß in die Mündung des Hafens von feindlichem Kanonenfeuer getötet. Er wurde daraufhin als Kriegsheld gefeiert, postum zum Korvettenkapitän befördert und zum shintoistischen Kami des Krieges (軍神, gunshin) erhoben.

### Judo
Yuasa war einer der bedeutendsten Protagonisten des Judo zu seiner Zeit. Im Jahr 1897 befand er sich im Dienst in Melbourne und gab dort die erste Judo-Vorführung auf australischem Boden. Das Ereignis fand großen Widerhall in der australischen Presse.
Am 8. April 1904 erhob Kanō Jigorō Yuasa postum in den Grad eines fünften Dan und am 2. Dezember 1905, nach Verifikation seines Kriegstodes, zum sechsten Dan.

### Familie
Yuasas Tochter war die seit 1923 in Berlin ansässige und in Deutschland und anderen europäischen Ländern gefeierte Sopranistin und Opernsängerin Yuasa Hatsue.